# Orde van de Ster (Frankrijk)
De Orde van de Ster, ook Orde van Onze Lieve Vrouwe van het Edele Huis. genoemd, was een Franse ridderorde die op 6 november 1351 door koning Jan II van Frankrijk als hoforde werd ingesteld. De orde die kenmerken van ridderorden en geestelijke orden in zich verenigde zou 500 ridders moeten tellen.

## Geschiedenis van de orde

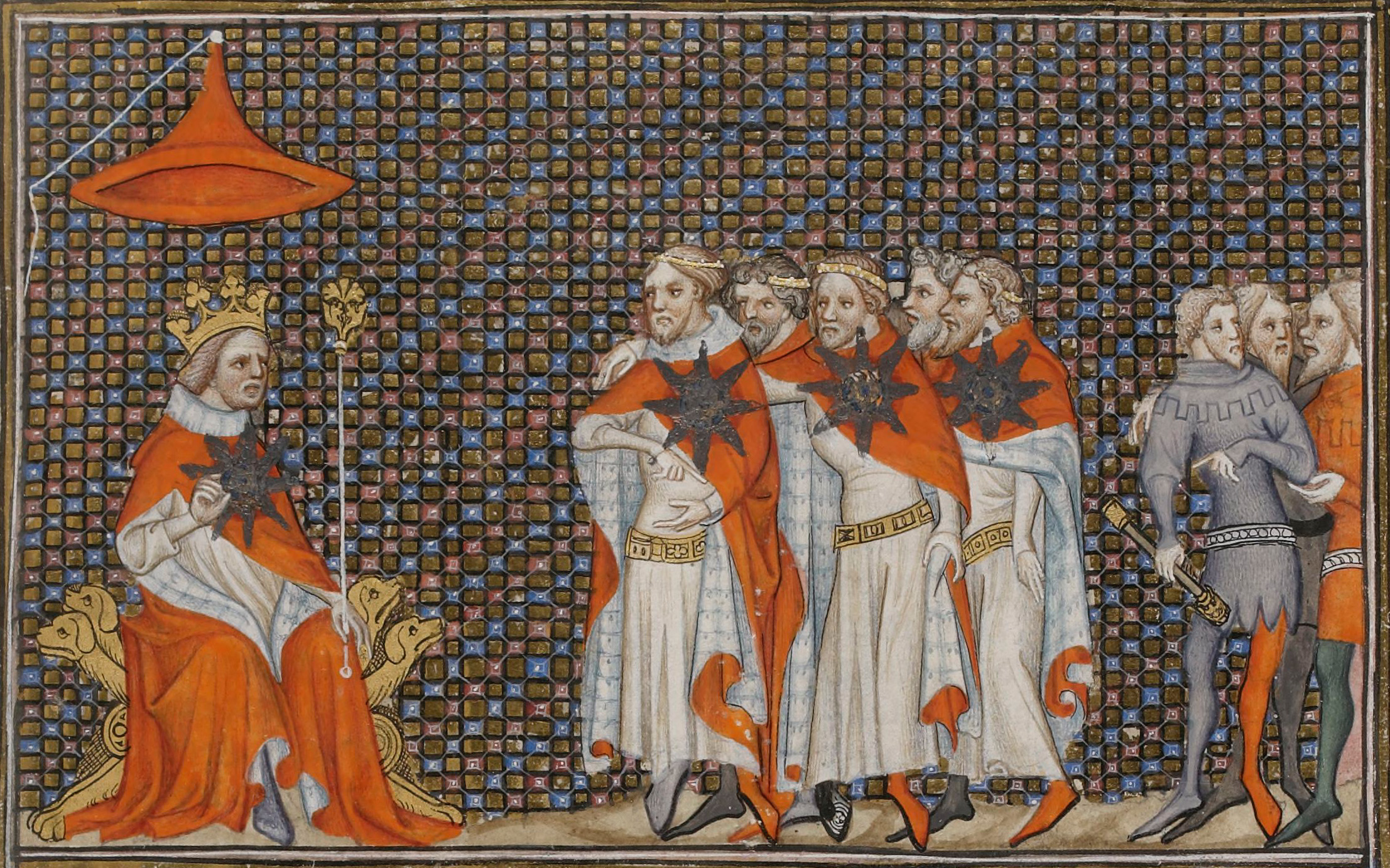
Ridders van de Orde van de Ster voor hun koning Jan II

De in 1351 op de Franse troon gekomen Jan II begon zijn regering met militaire hervormingen (waarvan ook de gerechtelijke moord op de graaf van Eu deel uitmaakte) en het stichten van een ridderorde naar het model van de Engelse Orde van de Kouseband. Tot op dat moment was het in het feodale Frankrijk gebruik dat een baanderheer en zijn vazallen zich geheel naar eigen inzicht van een slagveld konden verwijderen. In de bepalingen van de Orde stond dat de ridders moesten zweren "nooit meer dan vier arpents terug te trekken maar liever zouden sterven of gevangenschap zouden riskeren".
Op 6 januari 1352 kwam de Orde van de Ster voor het eerst bijeen. Na de mis werd een banket aangericht waarop de edelen zoveel dronken dat een kostbare gouden kelk werd vernield en een aantal wandtapijten uit de fraai ingerichte zaal ongemerkt konden worden gestolen.
In 1352 leidde de Franse maarschalk Guy de Nesle een Frans leger in een Bretonse hinderlaag bij Mauron. Hoewel het tactisch voordeliger zou zijn geweest om terug te trekken en te hergroeperen weken de Franse ridders niet en na het gevecht werden zeven bannerets waaronder de maarschalk en 80 of 90 Franse ridders dood op het slagveld gevonden.
De andere ridders werden gevangengenomen. Middeleeuwse verslagen zijn waar het aantallen betreft zeer onbetrouwbaar maar duidelijk is dat Frankrijk, en ook de Orde van de Ster, die dag een zware slag te verduren kregen.
"Samen met het onheil en de rampspoed die nog zouden volgen", zo schrijft Siméon Luce, "hebben de verliezen bij Mauron zo'n gat geslagen dat dit de ondergang van het edele gezelschap zou veroorzaken".
In de slag bij Poitiers op 19 september 1356 vluchtte het bataljon van de hertog van Orléans zonder slag of stoot van het slagveld. De Franse koning werd door de Engelsen gevangengenomen en 2462 edelen sneuvelden. Ongeveer 2000 anderen volgden hun koning in gevangenschap. De slag was een enorme nederlaag voor Frankrijk en voor de Orde van de Ster.
De orde kwam hierna in onbruik en werd formeel opgeheven door Karel VIII. De Orde van de Heilige Michaël was in de plaats van de Orde van het Edele Huis getreden.

## De kleding van de Orde van de Ster

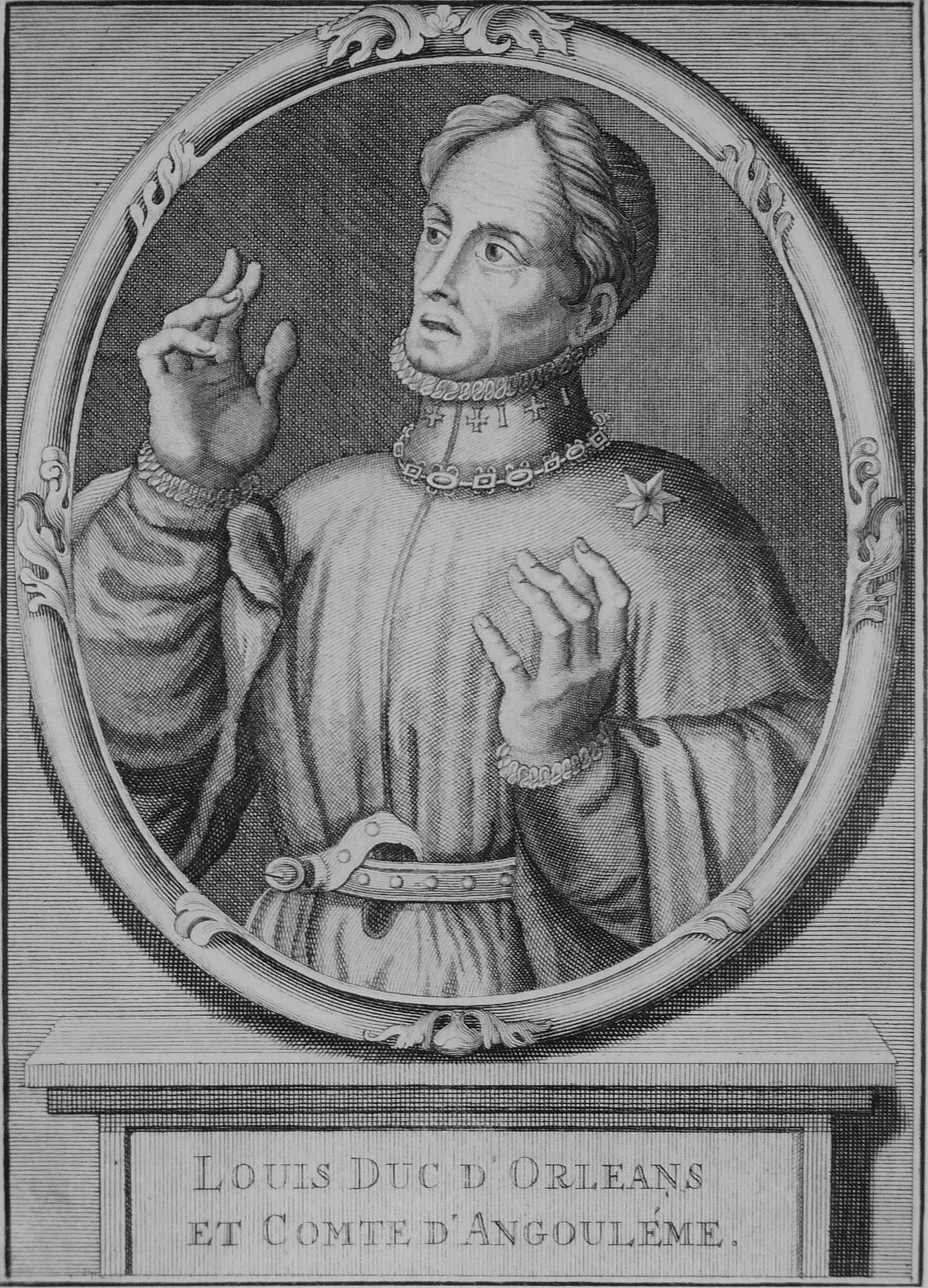
Lodewijk van Orléans met de ster op zijn schouder

In de 14e eeuw was het kleinood van een orde nog niet van zoveel belang als tegenwoordig. Men dacht bij een ridderorde in de eerste plaats aan een gemeenschap van ridders. Deze gemeenschap uitte zich vooral in de kleding en in gezamenlijke plechtigheden.
De 500 ridders van de Ster moesten eens per jaar bijeenkomen waarbij alle schilden (met het heraldische blazoen)aan de muur zouden worden gehangen. De daarbij te dragen ordekleding was een witte tuniek met daarbij een rode of witte mantel. Op de mantel werd een grote gouden ster geborduurd. Verder waren een rode hoed, een zwarte broek en een speciale ring voorgeschreven.
De ridders moesten een rode banier met sterren en een afbeelding van de maagd Maria laten vervaardigen en deze ook bij gelegenheid ontplooien. Het motto van de Orde was "Monstrant regibus astra viam" (de sterren tonen de weg aan de koningen).